# Olios luteus
Olios luteus là một loài nhện trong họ Sparassidae.
Loài này thuộc chi Olios. Olios luteus được Eugen von Keyserling miêu tả năm 1880.